# TrackMania Turbo (videojuego de 2016)
TrackMania Turbo es un videojuego de carreras desarrollado por Nadeo y publicado por Ubisoft. Anunciado en el E3 2015, el título es el primer juego de  TrackMania  lanzado en consolas de sobremesa desde el  TrackMania: Build to Race  de 2009 en la Wii. El juego cuenta con soporte para realidad virtual.  El juego estaba originalmente programado para ser lanzado el 3 de noviembre de 2015, pero se retrasó hasta el 22 de marzo de 2016 para dar tiempo adicional al equipo de desarrollo para pulir aún más el juego.

## Jugabilidad
TrackMania: Turbo presenta una jugabilidad similar a la de los juegos anteriores de la serie. El jugador puede correr en más de 200 pistas diferentes. en cuatro ubicaciones diferentes, a saber, Canyon Grand Drift, Valley Down and Dirty, Rollercoaster Lagoon e International Stadium. Al igual que en los juegos anteriores, el juego se mueve a un ritmo muy rápido con un gran enfoque en las acrobacias. El desarrollador del juego declaró que "[Ellos] querían que [Trackmania Turbo] fuera un juego arcade".
En el juego aparecen varios modos, incluida una campaña para un jugador y un modo llamado Double Driver, que es un  modo multijugador cooperativo en el que dos jugadores controlan el mismo coche. TrackMania Turbo también tiene un modo multijugador de pantalla dividida para hasta 4 jugadores lo que lo convierte en el primer juego de carreras con este tipo de juego para las consolas PlayStation 4 y Xbox One y PC en 2016.
El editor de pistas de juegos anteriores también regresa, lo que permite a los jugadores crear sus propias pistas y compartirlas con otros jugadores. Una nueva adición al editor de pistas es su capacidad para generar pistas aleatorias. Una nueva característica introducida en la franquicia es Systemic Music. Vincula el paisaje sonoro a la jugabilidad, intensificando, realzando o disminuyendo dinámicamente la música para que encaje con la jugabilidad.

## Recepción
TrackMania Turbo recibió críticas "generalmente favorables", según el agregador de reseñas Metacritic.